# Ga Baengma
Ga Baengma (Tiếng Hàn: 백마역, Hanja: 白馬驛) là ga đường sắt trên Tuyến Gyeongui–Jungang và Tuyến Seohae nằm ở Madu-dong, Ilsandong-gu, Goyang-si, Gyeonggi-do.

## Bố trí ga
| ↑ Pungsan       |
| ４３ \| ２１ \| |
| Goksan ↓        |

| １ | ● Tuyến Gyeongui–Jungang | Địa phương·Tốc hành | → Hướng đi Daegok · Haengsin · Seoul · Yongmun →           |
| ２ | ● Tuyến Seohae           | Địa phương          | → Hướng đi Daegok · Sân bay Quốc tế Gimpo · Sosa · Wonsi → |
| ２ | ● Tuyến Gyeongui–Jungang | Địa phương·Tốc hành | → Hướng đi Daegok · Haengsin · Seoul · Yongmun →           |
| ３ | ● Tuyến Gyeongui–Jungang | Địa phương·Tốc hành | ← Hướng đi Ilsan · Tanhyeon · Geumchon · Munsan            |
| ３ | ● Tuyến Seohae           | Địa phương          | ← Hướng đi Pungsan · Ilsan                                 |
| ４ | ● Tuyến Gyeongui–Jungang | Địa phương·Tốc hành | ← Hướng đi Ilsan · Tanhyeon · Geumchon · Munsan            |